# Adidas +Teamgeist
+Teamgeist fue el balón de fútbol oficial usado durante la Copa Mundial de 2006 realizada en Alemania. El signo más en su nombre fue añadido para poder registrar la marca, ya que la palabra corriente Teamgeist del idioma alemán, que significa «espíritu de equipo», no podía ser registrada.
El balón fue diseñado por la Molten Corporation y fabricado por la compañía local de equipamiento deportivo Adidas, que ha proporcionado los balones que se han utilizado en todos los partidos de la Copa Mundial de Fútbol  desde la Copa Mundial de Fútbol de 1970 cuando se presentó la famosa Telstar. El balón Teamgeist difiere de los anteriores balones de 32 caras teniendo solo 14 caras curvas, haciendo el balón topológicamente equivalente a un octaedro truncado. El balón de 32 caras había sido el estándar desde 1970. Otra novedad es que las caras están unidas en vez de cosidas. También se afirma que es más redonda y que se comporta más uniformemente sin importar desde donde se le golpea, y siendo casi impermeable no cambia demasiado el comportamiento cuando está mojada.
Cada una de las 32 federaciones clasificadas recibieron 40 balones para los entrenamientos. 

## Balones de los partidos

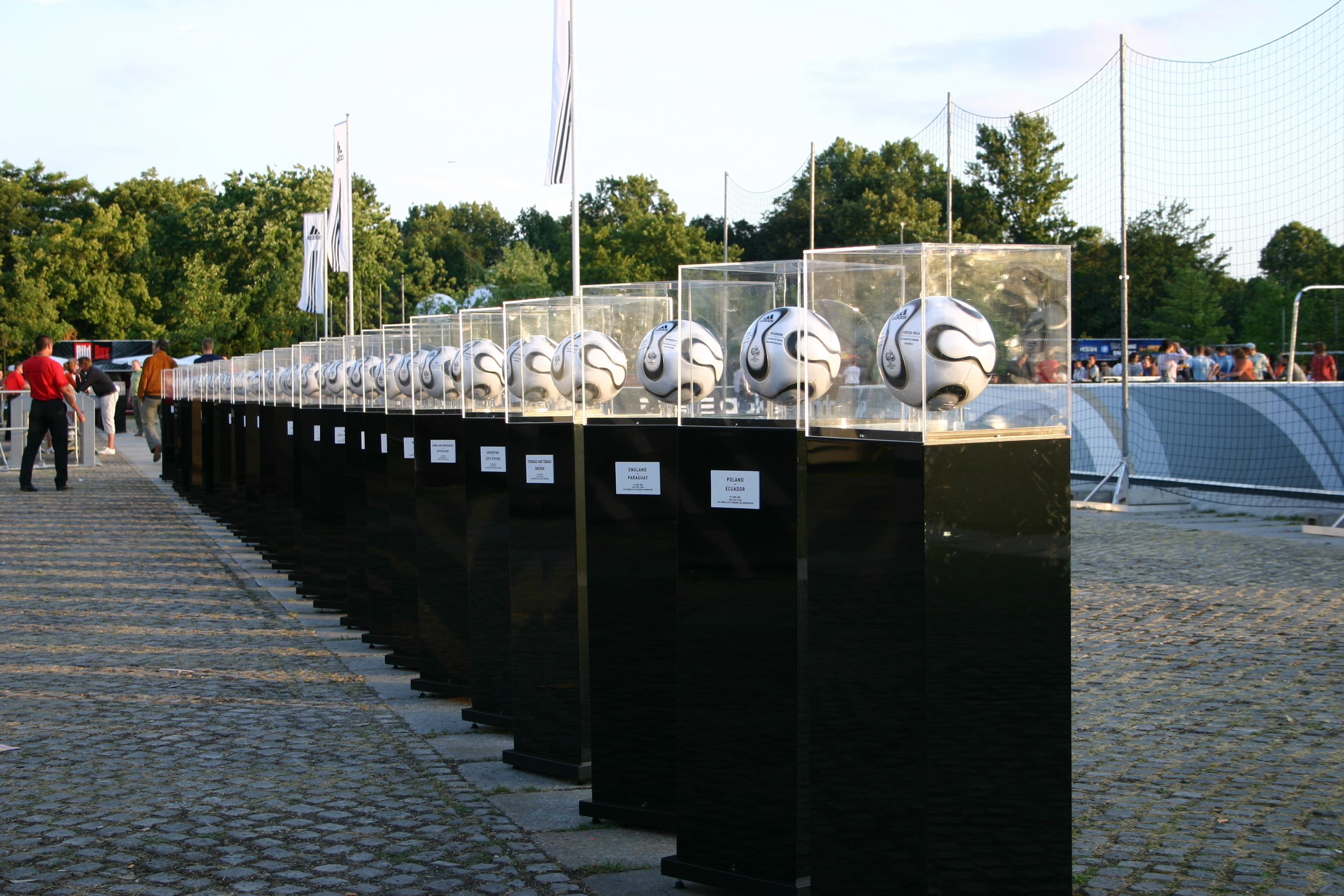
Galería de balones Teamgeist en Adidas «world of football», Berlín

Los balones de los partidos de la Copa Mundial de Fútbol de 2006 fueron personalizados con el nombre del estadio, los equipos, la fecha del partido y la hora del saque inicial de cada encuentro, bajo una capa protectora.
Para la final se usó un balón de partido especial: "+Teamgeist Berlin". El diseño es el mismo que el de los otros balones, pero realizado en oro con detalles en blanco y negro y los interiores de las 6 caras diferentes en dorado. Las dos federaciones clasificadas (Francia e Italia) recibieron 20 balones de esta versión para los entrenamientos.

## Tecnología
- Ha sido el balón más esférico producido hasta esa fecha.[2]

- Es el balón más impermeable nunca usado en la Copa Mundial de Fútbol debido a carecer de punto y pegamento.[3]

- Usa tecnología de unión térmica.[3]

- Tiene 14 caras para ayudar a conservar su forma mejor y hacerla completamente impermeable en vez de 32 caras cosidas.

## Especificaciones técnicas
Aunque se había planeado incluir un sistema de seguimiento electrónico en el balón, el proyecto fue abandonado después de un periodo de prueba en la Copa Mundial de Fútbol Sub-17 de 2005 en Perú.
|                             | Estándar aprobado por la FIFA | Medidas del Teamgeist         |
| --------------------------- | ----------------------------- | ----------------------------- |
| Circunferencia              | 68,5 – 69,5 cm                | 69,0 – 69,25 cm               |
| Diámetro                    | ≤ 1,5% de diferencia          | ≤ 1,0% de diferencia          |
| Absorción de agua           | ≤ 10% de incremento de peso   | ≤ 0,1 % de incremento de peso |
| Peso                        | 420 - 445 g                   | 441 - 444 g                   |
| Retención de forma y tamaño | 2000 ciclos a 50 km/h         | 3500 ciclos a 50 km/h         |
| Test de rebote              | ≤ 10 cm                       | ≤ 2 cm                        |
| Pérdida de presión          | ≤ 20%                         | ≤ 11%                         |

## Desarrollo
La introducción de un método de construcción de 14 caras significa que el número de puntos en que se tocan tres caras se reduce un 60 por ciento (de 60 a 24) y la longitud total de los bordes de las caras desciende un 15 por ciento (de 400.5 cm a 339.3 cm). Construido con la introducción de la tecnología de unión térmica en 2004, el balón +Teamgeist es el primero de Adidas que ha utilizado esta tecnología en una Copa Mundial de Fútbol. La Universidad de Loughborough llevó a cabo amplias pruebas comparativas en el balón junto con el laboratorio de fútbol de Adidas en Scheinfeld, Alemania.

## Otras versiones

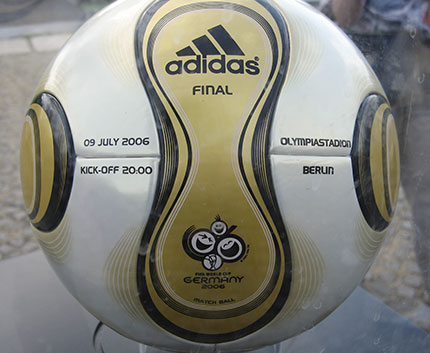
Adidas +Teamgeist Berlin, balón oficial de la final de la Copa Mundial de la FIFA de 2006.

Una versión del +Teamgeist, el +Teamgeist MLS, se usa en la Major League Soccer de Estados Unidos desde el 2006. Es similar al +Teamgeist, pero los detalles están en los colores oficiales de la MLS, azul y verde. También, el balón +Teamgeist Winner MLS, que se usó en la MLS Cup de 2006, y en los partidos en casa del gran campeón de la liga en la temporada 2007 de la MLS, es en plata cromada metalizada, adornado con blanco, negro y azul marino. Otra versión, el +Teamgeist RFEF, se usó en la Final de la Copa del Rey de Fútbol de 2006; es rojo y amarillo. El balón +Teamgeist League es rojo, amarillo y negro con adornos en blanco y se usa en varias ligas. En la Copa de Francia, el balón +Teamgeist FFF es en plata cromada con adornos en azul marino. En Argentina, el balón +Teamgeist AFA de 2007 fue en azul marino y blanco con adornos en negro se usó durante el Torneo Clausura de 2007. También ese año, se usó en la Copa Mundial Femenina de Fútbol de 2007 el balón +Teamgeist en azul y rojo con adornos en blanco.
También se produjo el «Wawa Aba», el balón oficial de la Copa Africana de Naciones 2008 en Ghana, que fue supuestamente criticado por ser demasiado ligero, demasiado rápido para los porteros y era malo en el pase como el centrocampista egipcio del torneo Hosny Abd Rabu dijo. También se fabricó el Europass balón utilizado en la Eurocopa 2008 en las sedes de Austria y Suiza. Durante los Juegos Olímpicos de Pekín 2008, se utilizó el modelo Magnus Moenia, mientras que la Teamgei2t (Teamgeist II) fue presentada a comienzos de 2008 por la Presidenta de Chile Michelle Bachelet en el marco de la Copa Mundial Femenina de Fútbol Sub-20 de 2008, celebrada en dicho país. También se fabricó el Adidas Finale el balón utilizado en la Liga de Campeones de la UEFA y el último de esta familia fue el Kopanya balón utilizado en la Copa  FIFA Confederaciones 2009 realizada en Sudáfrica.
Las «réplicas oficiales» del Teamgeist tienen su patrón de 14 caras sobrepuesto en un balón de menores especificaciones de 26 caras.

## Críticas
Mientras que Johann Vogel, David Beckham y otros dijeron que estaban contentos con el nuevo balón, éste fue criticado por muchos otros jugadores de primer nivel antes de la Copa Mundial de Fútbol. Entre ellos se encuentran el jugador de Brasil Roberto Carlos y Paul Robinson de Inglaterra. Ellos afirmaron que el balón era demasiado ligero y que tenía un comportamiento enormemente diferente cuando estaba mojado. El balón tiene menos costuras, reduciendo la resistencia al aire.